# ニコロス・アプカザワ
ニコロス・アプカザワ（グルジア語: ნიკოლოზ აფხაზავა、英語: Nikoloz Apkhazava、1971年7月6日 - ）は、ジョージアの法学者、外交官、大使。グルジア・ソビエト社会主義共和国（当時）ズグディディ生まれ。トビリシ国立大学およびフェラーラ大学で法学を修めた国際法の専門家で、1993年から1997年にかけてジョージア議会やジョージア石油ガス公社（GOGC）で法務関係者として奉職。1997年より横浜国立大学に留学し、2003年に横浜国立大学大学院で国際法学博士を取得。笹川平和財団で約1年ほど勤務した後、2008年にジョージア外務省へ入省して外交官に転身。駐日ジョージア大使館公使参事官（特命全権大使の不在時に臨時代理大使を兼任）、在大韓民国ジョージア大使を経て、2017年より在マレーシアジョージア大使を務めている。母語に加えて、英語・ロシア語・日本語・イタリア語に堪能。

## 学歴
- 1988年9月 - 1993年6月: イヴァネ・ジャヴァヒシュヴィリ名称トビリシ国立大学国際法・国際関係学部[2][3]
- 1993年9月 - 1994年9月: フェラーラ大学（イタリア語版、英語版）法学部[2][3]
- 1997年4月 - 1998年3月: 横浜国立大学国際教育センター日本語コース[2][3]
- 1998年4月 - 2000年3月: 横浜国立大学大学院国際経済法学研究科（現・国際社会科学府国際経済法学専攻） 国際法学・経営法学修士[2][3]
- 2000年4月 - 2003年9月: 横浜国立大学大学院国際社会科学研究科（現・国際社会科学府） 国際法学博士[2][3]

## 経歴
- 1993年7月 - 1993年10月: ジョージア議会国家憲法委員会 専門家[2][3]
- 1994年10月 - 1995年9月: 赤十字国際委員会普及部 現場責任者[2][3]
- 1996年1月 - 1996年12月: ジョージア石油ガス公社（グルジア語版、英語版）（GOGC）法務部 副部長[2][3]
- 1997年1月 - 1997年3月: ハグラー・ベイリー・コンサルティング（英語: Hagler Bailly Consulting）法務ユニット 副長[2][3]
- 2007年1月 - 2008年1月: 笹川平和財団企画部[2][3]
- 2008年9月 - 2008年10月: ジョージア外務省 無任所大使（英語版）[2][3]
- 2008年10月 - 2011年12月: 駐日ジョージア大使館 公使参事官[2][3]（特命全権大使不在時には臨時代理大使を兼任[1]）
- 2012年1月 - 2017年2月: 在大韓民国ジョージア大使[2][3]
- 2017年9月 - （現職）: 在マレーシアジョージア大使[2][3]

## 論文
- The theory and practice of collective recognition（邦題: 集合的承認の理論と実際、2003年9月、横浜国立大学）[4]

## 栄典
- 修交勲章光化章（2017年11月9日）[2][3]